# Quincy Jones Big Band
Die Quincy Jones Big Band war eine US-amerikanische Big Band, die von dem Arrangeur und Komponisten Quincy Jones geleitet wurde und von Ende 1959 bis Mitte 1961 bestand. Besonders in Europa galt die insgesamt nur 18 Monate bestehende Band mit ihrer Free and Easy-Tournee als moderne Reinkarnation der klassischen Swingbands.

## Die Anfänge der Bigband
Quincy Jones begann bereits 1953 mit einer schwedischen All-Star-Besetzung um Åke Persson, Arne Domnérus und Lars Gullin mit ersten eigenen Bigband-Projekten; Nach mehreren Jahren als Orchesterleiter bei Dizzy Gillespie konnte er schließlich 1956 für ABC-Paramount sein Debütalbum This Is How I Feel About Jazz aufnehmen – mit dabei zahlreiche Musiker, die sich um 1960 in seinem regulären Orchester wiederfanden.

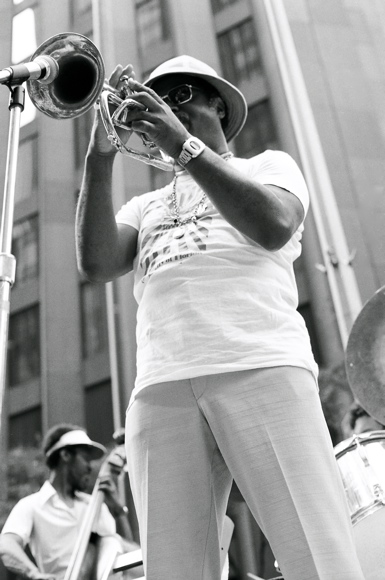
Clark Terry, 1976

1957 ließ sich Quincy Jones in Paris nieder, studierte Komposition bei Nadia Boulanger und Olivier Messiaen; daneben war er als musikalischer Direktor für Disques Barclay tätig, die in Frankreich die Schallplatten von Mercury Records vertrieben. Anfang 1958 entstanden in Schweden Bigband-Aufnahmen mit einem Orchester, das er gemeinsam mit Harry Arnold leitete (Quincy’s Home Again auf Metronome); Ende 1958 nahm er in Paris mit Eddie Barclay und Lucky Thompson als Solisten auf (Twilight Time). Anfang 1959 hatte Jones erstmals Gelegenheit für Mercury eine eigene Bigband zusammenzustellen (The Birth of a Band), in seiner Band spielten hier u. a. Sweets Edison, Ernie Royal, Clark Terry, Joe Wilder, Billy Byers, Jimmy Cleveland, Urbie Green, Jerome Richardson, Phil Woods, Budd Johnson, Sam „The Man“ Taylor, Danny Bank, Kenny Burrell, Milt Hinton, Jimmy Crawford und Osie Johnson. Die Arrangements von Standards wie Lester Leaps In, Cherokee und Air Mail Special, einer nach Ansicht von Scott Yanow noch sehr Bop-orientierten Musik lieferten Ernie Wilkins, Bill Potts, Al Cohn und Ralph Burns.

## DieFree and Easy-Tournee 1959/60

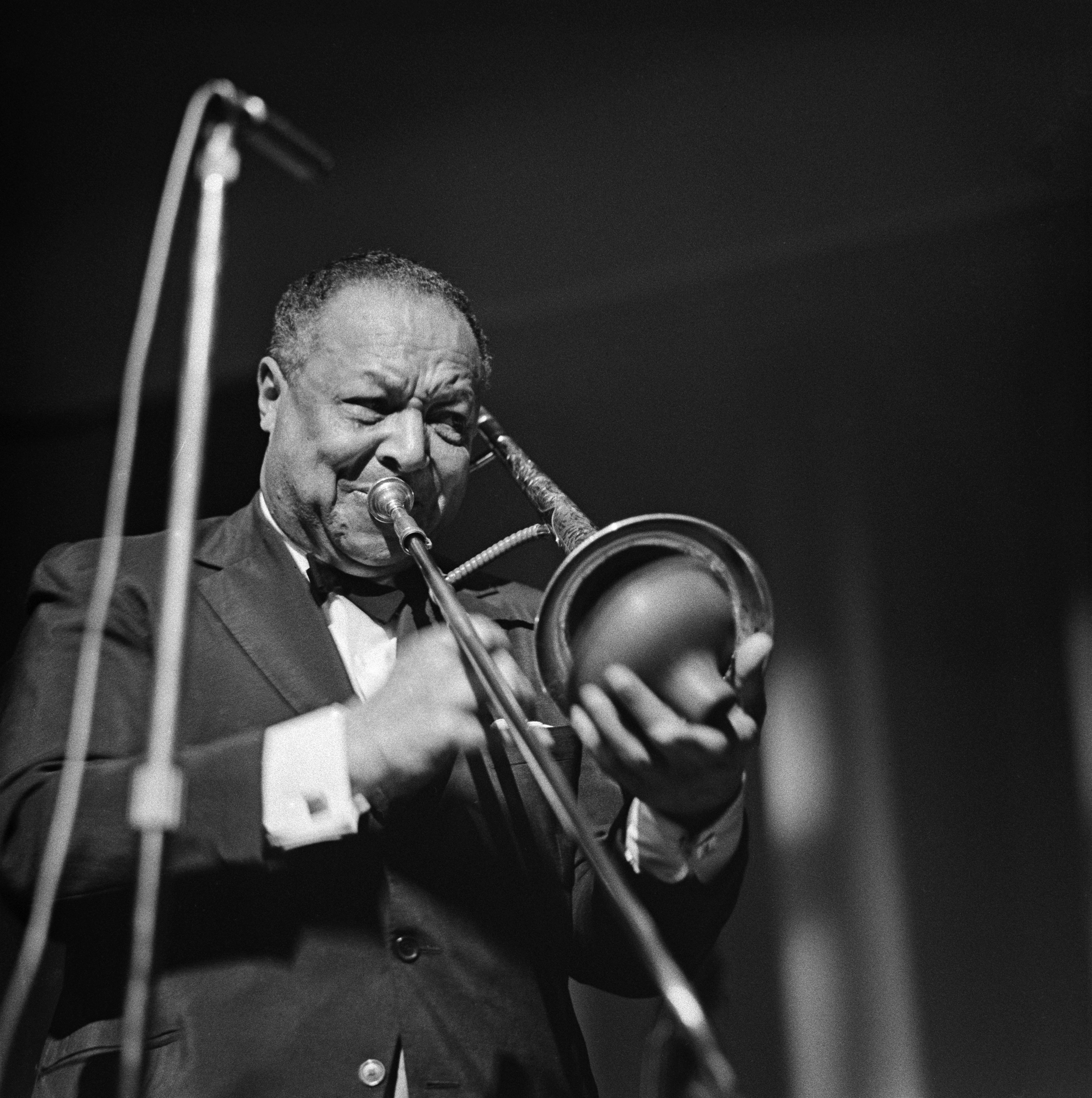
Quentin Jackson (mit dem Quincy Jones Orchestra in Helsinki 1960)

Ende 1959 wurde Quincy Jones engagiert, eine Jazzband für eine „Blues-Oper“ in zwei Akten namens Free and Easy zu leiten; die Songs dazu (wie Blues in the Night) stammten von Harold Arlen und Johnny Mercer. Jones war auch teilweise mit den Arrangements betraut. Es war geplant, vor der Broadway-Aufführung (u. a. mit Harold Nicholas, Sammy Davis junior) erst durch Europa zu touren; jüngstes Mitglied der Truppe war die neunjährige Patti Austin. Premiere hatte das Stück am 7. Dezember 1959 in Amsterdam, doch bei der offiziellen Uraufführung der Oper in Paris fiel das Stück durch. Daher kam wegen des Misserfolgs des Stücks die weitere Tournee nicht wie geplant zustande, so dass Schauspieler und Orchester samt Angehörigen im Februar 1960 in Paris festsaßen. Das brachte Jones in eine ernsthafte finanzielle Krise. Mit großer Mühe gelang es ihm, sein Orchester zusammenzuhalten; da ihn seine Bigband 4.000 $ pro Woche kostete, war er gezwungen, für das Orchester nach neuen Auftrittsmöglichkeiten zu suchen, nachdem er seine Verpflichtungen im Pariser Alhambra Theatre erfüllt hatte. Am Ende des Jahres hatte Quincy Jones durch die Free and Easy-Tournee 80.000 $ Schulden.
Jones brachte „die erste moderne amerikanische Big Band, die fest in Europa bestehen sollte, in die Alte Welt.“ Vom Mitschnitt des letzten Konzerts dieses Engagements am 14. Februar 1960 veröffentlichte Jones 1996 das Album Q live in Paris circa 1960, das statt der Musik von Free and Easy ein Set von Originalkompositionen Jones’ und Jazzstandards wie I Remember Clifford, Moanin’ und Walkin’ enthielt. In dieser Band, die anschließend neun Monate durch Europa tourte, spielten 18 Musiker; zu den Mitgliedern gehörten Terry, Benny Bailey, Floyd Standifer, Leonard Johnson (tp), Jimmy Cleveland, Quentin Jackson, Melba Liston, Åke Persson (tb), Julius Watkins (fr-h), Jerome Richardson, Budd Johnson, Porter Kilbert, Phil Woods, Sahib Shihab (sax), Patti Bown (p), Les Spann (git/fl), Buddy Catlett (b) und Joe Harris (dr); Bown, Standifer und Catlett stammten aus Seattle und waren Jugendfreunde von Jones.
Weitere Mitschnitte dieser Tournee entstanden bei Auftritten in Göteborg im Februar und in Lausanne im Juni 1960, wo auch Roger Guérin als Gastmusiker mitspielte. Musikalisch bewegte sich das Quincy Jones-Orchester im Fahrwasser der Swingbands, wie dem Ellington- und Count Basie Orchestra, wobei Jones als Arrangeur eigene Akzente setzte. Schon in Paris entstanden im Februar und April 1960 weitere Aufnahmen für Mercury (I Dig Dancers).

## Musikalische Bewertung
Nach Ansicht von Joachim-Ernst Berendt war die Musik der Band „zupackend und gesund, einfach und aufrichtig, in mancher Hinsicht der erfreulichste Big Band Jazz jenseits von Ellington und Basie um die Wende der 1950er in die 1960er Jahre.“ Berendt betont, dass Quincy dabei keine grundlegenden Innovationen schuf. „Aber er hat das Alte perfektioniert und ausgeschliffen wie kein anderer.“

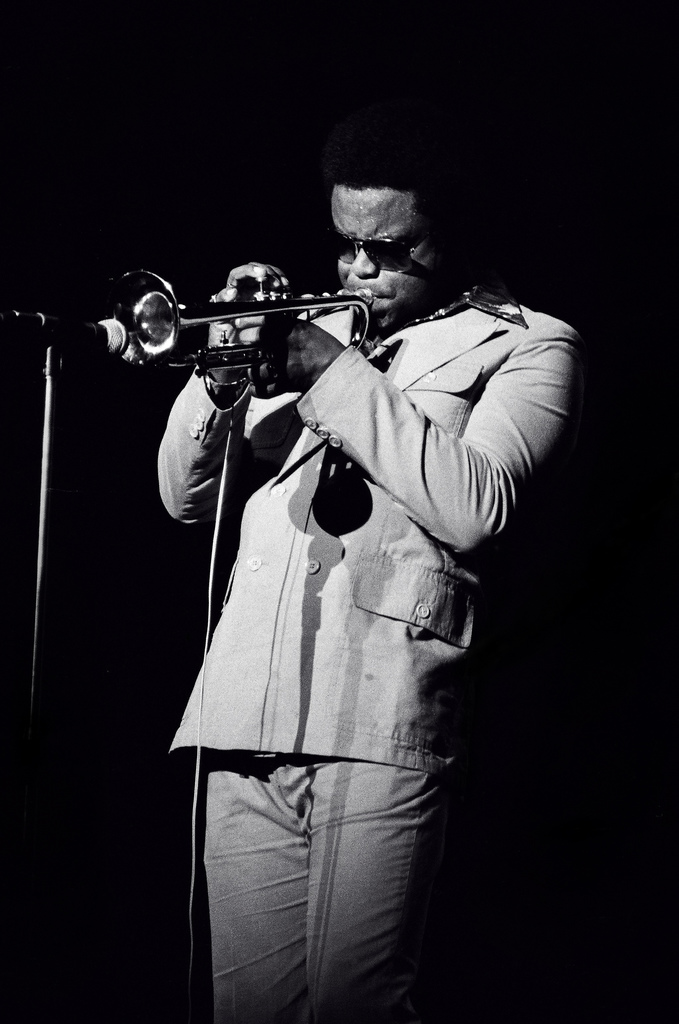
Freddie Hubbard im Jahr 1976

## Das Ende der Bigband 1961
Nach seiner Rückkehr in die Vereinigten Staaten bestand die Bigband noch einige Monate. So nahm Jones Anfang des Jahres 1961 erneut in einem New Yorker Studio auf; die Besonderheit seiner Besetzung war, zwei Schlagzeuger gleichzeitig einzusetzen, Stu Martin und Jimmy Crawford.
1961 ging die Quincy Jones Bigband erneut auf Tour, dokumentiert in dem Album The Great Wide World of Quincy Jones Live!, das am 10. März bei einem Konzert in Zürich mitgeschnitten wurde. Solisten im Orchester waren Freddie Hubbard, Eric Dixon, Budd Johnson, Phil Woods, Benny Bailey und Curtis Fuller.
Am 3. Juli folgte der Auftritt auf dem Newport Jazz Festival, den Scott Yanow als „letztes Hurra“ vor dem endgültigen Ende der Band bezeichnete. Dann gab Jones „angesichts der Unkommerzialität des Jazz den Kampf um die Existenz seiner Jazz Big Band auf“, so J.E. Berendt.
Nach dem regulären Ende der Band begleitete in der zweiten Jahreshälfte Quincy Jones mit seinen Musikern die Sängerin Dinah Washington bei ihren Mercury-Sessions; Bandmitglied Billy Byers nutzte die Gelegenheit für ein Ellington-Album mit dem Jones-Orchester. Den endgültigen Schlusspunkt seiner Bigband-Phase setzte Quincy Jones Ende 1961 mit dem Impulse!-Album The Quintessence.
Nachdem Quincy Jones seine beruflichen Aktivitäten in die Studios verlagerte, A&R bei Mercury wurde und vermehrt Filmmusik produzierte, wie für Boy in the Tree (R: Arne Sucksdorf, 1961) und für Sidney Lumets Der Pfandleiher (1964), folgten reine Studioproduktionen in ständig wechselnden Besetzungen, die sich auch stilistisch von der Bigband-Tradition abhoben. Jones integrierte neben Jazz, Rhythm and Blues, Gospel auch Merkmale der populären Musik, wie Easy Listening oder die Música Popular Brasileira in Produktionen wie Quincy Plays for Pussycats (1962). Auf dem Höhepunkt der Bossa-Nova-Welle entstand Big Band Bossa Nova mit Lalo Schifrin, Jim Hall und Roland Kirk als Solisten, und schließlich mit populären Themen wie der Titelmelodie aus The Pink Panther das Pop-orientierte Album Quincy Jones Explores the Music of Henry Mancini.

## Diskographie
- The Birth of a Band! Vol. 1 & 2 (Mercury, 1959/60)
- The Great Wide World of Quincy Jones (Mercury, 1959)
- Free and Easy (Ancha, 1960)
- Q live in Paris circa 1960 (Warner Brothers, 1960)
- Swiss Radio Days Jazz Series Vol. 1 (TCB, 1960) mit Roger Guérin, Harold McNair
- I Dig Dancers (Mercury, 1960)
- The Great Wide World of Quincy Jones: Live! (Mercury, 1961)
- Live at Newport (Mercury, 1961)
- The Quintessence (Impulse!, 1961)
- The Quincy Jones ABC/Mercury Big Band Jazz Sessions (Mosaic Records) Die Box umfasst seine Studioaufnahmen 1959/60 und die Live-Sessions 1961 für Mercury, seine frühere Studiosession für ABC-Paramount (This Is How I Feel About Jazz) und das Impulse-Album von 1961.

## Besetzung
Mitglieder in der Bigband von Quincy Jones waren:
- 1959: Art Farmer, Lennie Johnson, Jimmy Maxwell, Lee Morgan, Ernie Royal, Nick Travis, Harry Edison, Clark Terry, Joe Wilder (tp) Billy Byers, Jimmy Cleveland, Urbie Green, Frank Rehak, Quentin Jackson, Melba Liston (tb) Julius Watkins (frh) Porter Kilbert, Phil Woods, Frank Wess (as) Benny Golson, Budd Johnson (ts) Jerome Richardson (ts, fl, picc) Sahib Shihab, Danny Bank (bars) Patti Bown (p) Les Spann (g, fl) Kenny Burrell (g), Buddy Jones, Buddy Catlett, Milt Hinton (b) Don Lamond, Sam Woodyard (d) Bill Potts, Al Cohn, Ralph Burns, Ernie Wilkins (arr).[4]
- 1960: Benny Bailey, Lennie Johnson, Floyd Standifer, Clark Terry, Freddie Hubbard, Jerry Kail, Clyde Reasinger (tp), Jimmy Cleveland, Quentin Jackson, Melba Liston, Ake Persson, Wayne Andre, Curtis Fuller (tb), Julius Watkins (frh) Porter Kilbert, Joe Lopes, Phil Woods (as), Budd Johnson, Oliver Nelson, Jerome Richardson (ts), Sahib Shihab (bars), Patti Bown (p), Les Spann (g, fl), Buddy Catlett (b) Joe Harris, Stu Martin (dr), Billy Byers (arr)[14]
- 1961: Benny Bailey, Ernie Royal, Clark Terry (tp) Curtis Fuller (tb) Julius Watkins (frh) Phil Woods (as) Eric Dixon, Jerome Richardson (ts, fl) Sahib Shihab (bars, fl) Patti Bown (p) Don Arnone (g) Jimmy Crawford, Stu Martin (d) Mike Olatunji, Tito Puente, Patato Valdés[19]